# Кабановское (озеро, Московская область)
Кабановское — озеро на правом берегу среднего течения реки Клязьмы, располагается в 3,5 километрах к юго-западу от города Орехово-Зуево на территории Орехово-Зуевского городского округа Московской области.
Водоём имеет вытянутую с юго-запада на северо-восток форму длинной 1200 метров и шириной 70 метров и по своей форме является типичной старицей, находится между железной дорогой и Клязьмой. Северо-западный берег заболочен, местность вокруг озера безлесая, луговая. Площадь акватории 0,1 км², глубина 3 метра.